# Họ Hàu
Họ hàu (Danh pháp khoa học: Ostreidae) hay còn gọi là hàu thực thụ là một họ động vật thân mềm gồm các loài hàu.

## Chi và loài
- Alectryonella
- Agerostrea Vialov 1936
- Anomiostrea
- Booneostrea

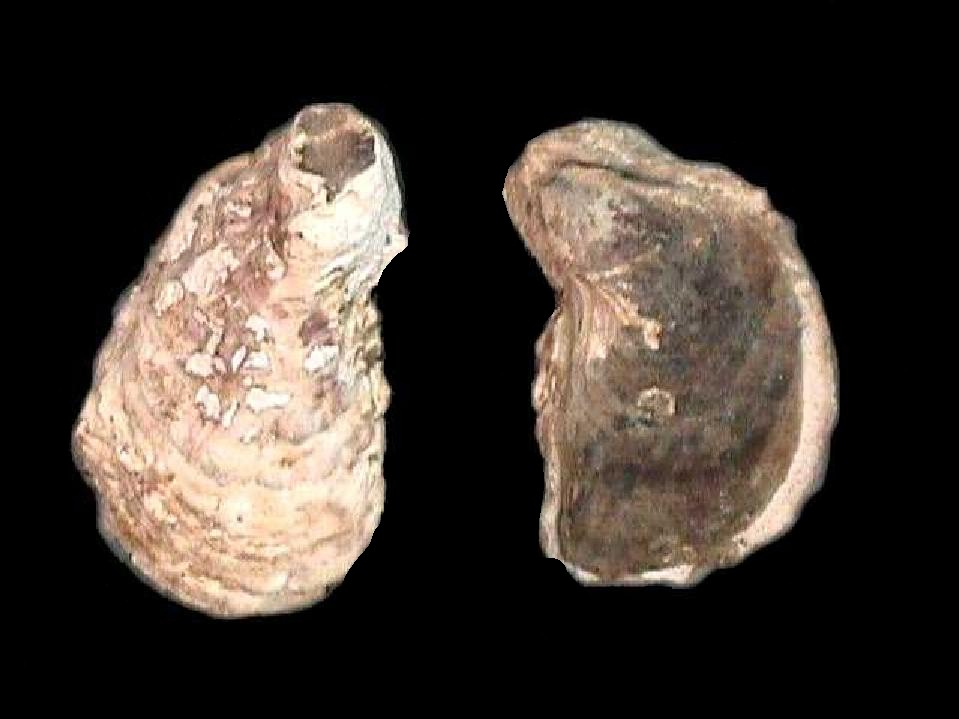
Crassostrea rhizophorae

- Crassostrea Sacco 1897 (27 species)
- Magallana Salvi & Mariottini 2016[1]
  - Magallana angulata (Lamarck, 1819)[2]
  - M. ariakensis (Fujita, 1913)[2]
  - M. belcheri (G. B. Sowerby II, 1871)[2]
  - M. bilineata (Röding, 1798)[2]
  - M. dactylena (Iredale, 1939)[2]
  - M. gigas (Thunberg, 1793)[2]
  - M. hongkongensis (Lam & Morton, 2003)[2]
  - M. nippona (Seki, 1934)[2]
  - M. revularis (Gould, 1861)[2]
  - M. sikamea (Amemiya, 1928)[2]
- Cryptostrea Harry 1985 (synonymous with Ostrea[3]
  - C. permollis G.B.Sowerby II 1871
- Dendostrea Swainson 1835 (12 species)[4]
  - D. frons L. 1758
  - D. sandvicensis (G.B.Sowerby II )1871
- Lopha Röding 1798
  - L. cristagalli L.
  - L. frons L. 1758
- Nanostrea
- Nicaisolopha Vyalov 1936
- Ostrea L. 1758 (approx. 120 species)
- Planostrea
- Pretostrea
- Pustulostrea
- Saccostrea (11 species)
- Striostrea
  - S. margariacea Lamarck 1819
  - S. denticulata Born 1778
  - S. prismatica Gray 1825
- Teskeyostrea Harry 1985
  - T. weberi Olsson 1951